# Estación de Alfonso Reyes (Metrorrey)
Alfonso Reyes es una estación del metro de Monterrey, perteneciente a la línea 1. Está localizada en la intersección de las avenidas Rodrigo Gómez y Alfonso Reyes en Monterrey N.L. 
Esta estación da servicio a las Colonias Nueva Morelos y Central, cuenta con instalaciones con facilidades para personas con discapacidades.
La estación es llamada Alfonso Reyes debido a que se encuentra cerca de una avenida del mismo nombre, su logotipo es un libro ya que Alfonso Reyes fue un escritor, poeta y diplomático mexicano. 